# Oscar von Oettingen
Oscar von Oettingen (* 5. Februar 2003 in Husum) ist ein deutsch-dänischer Handballspieler, der beim dänischen Verein Mors-Thy Håndbold spielt.

## Karriere
Oscar von Oettingen spielte ab 2010 bei der SG Flensburg-Handewitt. Ab der Saison 2021/22 gehörte der 1,90 Meter große Rückraumspieler zum Bundesligakader der Flensburger, für die er am 19. September 2021 im Spiel gegen den THW Kiel seine ersten beiden Bundesligatore erzielte. Während die Stammspieler Magnus Rød und Franz Semper verletzungsbedingt ausgefallen waren, kam von Oettingen auf neun Einsätze und sechs Tore. Nachdem Flensburg den ehemaligen Nationalspieler Michael Müller reaktiviert und den Isländer Teitur Örn Einarsson verpflichtet hatte, unterschrieb der gebürtige Husumer beim dänischen Erstligisten Mors-Thy Håndbold einen Vertrag über dreieinhalb Jahre. In der Vorbereitung auf die Saison 2025/26 zog er sich in einem Trainingsspiel einen Achillessehnenriss zu.
Er bestritt bisher drei Länderspiele für die dänische Jugendnationalmannschaft, in denen er sieben Tore erzielte.